# Хартман, Имре
Имре Хартман (венг. Hartmann Imre; 26 августа 1895, Будапешт — 9 ноября 1978, Мехико) — венгерский и мексиканский виолончелист.
Окончил Королевскую венгерскую академию музыки (1917), ученик Адольфа Шиффера. В том же году поступил в оркестр Венгерской королевской оперы. Годом позже вместе с игравшими там же скрипачами Енё Ленером и Йожефом Шмиловицем образовал струнное трио, вскоре пополнившееся альтистом Шандором Ротом и превратившееся в струнный квартет Ленера; в 1919 г. квартет дал первый концерт в Сегеде. Квартет в этом составе просуществовал 23 года, базируясь с 1923 г. в Англии. Квартет Ленера считался одним из лучших в Европе: в 1927 г. именно ему было предложено осуществить запись всех квартетов Бетховена к 100-летию смерти композитора. К 1939 г. американскими звукозаписывающими фирмами был распродан миллион различных записей квартета; в это же время, в связи с началом Второй мировой войны, все музыканты покинули Европу и отправились в турне по Южной и Северной Америке. Однако в 1942 г., накануне гастролей с бетховенским циклом в Мехико, произошёл конфликт между Ленером и тремя другими музыкантами (по утверждению И. Колодина, Ленер потребовал продолжительных репетиций, которые остальные участники квартета посчитали излишними), в результате чего коллектив распался.
После ссоры с Ленером Хартман, Смиловиц и Рот остались в Мексике и продолжили выступать под названием Квартет Ленера, пригласив в качестве примариуса мексиканского скрипача Ихинио Рувалькабу; после смерти Рота партия альта перешла к Герберту Фрёлиху, и в таком составе квартет действовал вплоть до начала 1960-х гг.; мексиканская музыкальная критика высоко оценивала вклад Смиловица и Хартмана как в развитие камерной музыки в стране, так и в музыкальную педагогику: оба преподавали в Национальной консерватории. В 1956 г. Смиловиц и Хартман основали составленный из своих учеников Оркестр Йолопатли (название на языке науатль означает «лекарство для сердца»); ныне коллектив продолжает работу как Камерный оркестр изящных искусств. В 1963 г. Смиловиц и Хартман посетили с визитом Венгрию, приняв участие в исполнительском конкурсе в качестве членов жюри.